# Aéroport de Lost Nation
L'aéroport de Lost Nation (code IATA : LNN • code OACI : KLNN • code FAA : LNN)) est un aéroport civil situé dans le Comté de Lake, Ohio aux États-Unis.
Situé à environ cinq kilomètres au nord-est du quartier central des affaires de la ville de Willoughby,,, il a été possédé et exploité par la ville jusqu'au 8 octobre 2014, lorsqu'il a été transféré à la Lake County Port and Economic Development Authority.
Cet aéroport est inclus dans le Plan National des systèmes des aéroports intégrés (en) pour la période 2011-2015, qui est catégorisé comme un aéroport d'aviation générale et un aéroport de soulagement de l'Aéroport international de Cleveland-Hopkins.

## Installations et avions
L'aéroport de Lost Nation a une superficie de 162 ha, il est situé à une altitude de 191 m au-dessus du niveau de la mer. Il dispose de deux pistes en asphalte, la 5/23 d'une longueur de 1 533 m et la 10/28 d'une longueur de1 302 m.
Sur 12 mois, au 28 juillet 2011, l'aéroport a connu 45 085 rotations d'avions, soit une moyenne de 123 par jour, 97 % d'aviation générale, 3 % de taxis aériens, et moins de 1 % d'aviation militaire. À cette période, il y a 73 avions basés à l'aéroport, 80 % de monomoteurs, 19 % de multi-moteur, et 1 % de jet.